# Junellia pseudojuncea
Junellia pseudojuncea là một loài thực vật có hoa trong họ Cỏ roi ngựa. Loài này được (Gay) Moldenke mô tả khoa học đầu tiên năm 1942.